# Милија Белић
Милија Белић (Рудовци, 1954) сликар је, скулптор и теоретичар уметности.

## Биографија
Основну школу је завршио у Рудовцима. Први ликовни и литерарни радови су му били објављени у дечјим часописима „Кекец”, „Насмејане новине”, „Мали полет”, „Политика за децу” и „Политикин забавник”. Гимназију је похађао у Лазаревцу. Као ученик гимназије, основао је и уређивао школски лист „Гимназијалац”, који је каснио преименован у „Стазе”, када је и постао општински часопис младих. Сарађивао је са издавачком кућом „Дечје новине” из Горњег Милановца као цртач и аутор стрипова до 1975. године. Гимназију је завршио 1973. године. Дипломирао је 1978. године на Факултету ликовних уметности Универзитета у Београду, одсек сликарство, у класи Зорана Петровића.
Своја дела редовно излаже од 1978. године на самосталним и заједничким изложбама у земљи и иностранству. Постао је члан Удружења ликовних уметника Србије 1979. године. Објављивао је бројне ликовне прилоге у листовима и часописима „Књижевна реч”, „Књижевне новине”, „Политика”, „Поља”, „Венац”,„ Галаксија”, „Дуга”, „АБВ Хроника”, „Колубара”.
Био је стипендиста француске владе 1983. и 1984. године. Завршио је постдипломске студије естетике у Паризу 1992. године. Одбранио је докторску тезу „Пластички ритам - пролегомена за једну метауметност” на Сорбони 1994. године, са највишом оценом. Члан је Међународног удружења ликовних критичара од 1999. године. Постао је члан Фондације Тајлор у Паризу 2013. године. Оснoвао је уметничку асоцијацију „Carrément Art Construit“ 2014. године у Паризу. Члан је комитета салона Réalités Nouvelles у Паризу.
Његова дела се налазе у Народној библиотеци Француске у Паризу, Музеју Саторо Сато у Јапану, Музеју савремене уметности у Београду, Културном центру Србије у Паризу, Библиотеци града Београда и другим.
Живи у Паризу и Лазаревцу.
Добитник је награде „Срећко Јовановић” 2022. године.

## Дела
- Мета Арт (СКЦ, Београд, 1997)
- Небеске приче (Библиотека града Београда, Београд, 2000)
- Apologie du rythme (L’Harmattan, Париз, 2002)
- Оmcikous (L’Age d’Homme, Лозана, 2004)
- Слика и Свет (СКЦ, Београд, 2004)
- Фотографије 1964-1978 (Народна књига & Алфа, Београд 2008)
- Спиритус мунди (Ред Бокс, Београд, 2011)
- Метафотографије Мирка Ловрића (Културни центар & Клио, Београд, 2015)[1][6]
- Изазов мoдерности (Архипелаг, Београд, 2017)
- Арс лонга (Уметничка галерија Надежда Петровић, Чачак, 2020)